# 吉田翔 (俳優)
吉田 翔（よしだ かける、1998年3月9日 - ）は、日本の俳優 。ニチエンプロダクション所属。

## 出演

### テレビドラマ
- マザー&ラヴァー（2004年、フジテレビ）
- 土曜ドラマ ディロン〜クリスマスの約束（2006年、NHK総合テレビ）
- CAとお呼びっ!（2006年、日本テレビ）
- 大河ドラマ
  - 風林火山（2007年、NHK） - 十吾郎 役
  - いだてん〜東京オリムピック噺〜（2019年、NHK） - 金栗初太郎 役
- 受験の神様（2007年、日本テレビ） - 梅沢琢磨 役
- 砂時計（2007年、TBS）
- エジソンの母（2008年、TBS） - 柿沼速太 役
- サギ師 リリ子（2009年、テレビ東京） - 大神翔真 役
- こちら葛飾区亀有公園前派出所（2009年、TBS） - カン太 役
- 銭ゲバ 第1話・第2話（2009年、日本テレビ） - 水口達也 役
- 佐賀のがばいばあちゃん2（2010年、フジテレビ） - 吉村和彦 役
- 月曜ゴールデン 駅弁刑事・神保徳之助4（2010年、TBS） - 安達孝昭 役
- ハガネの女（2010年5月、テレビ朝日） - 川崎聡羽 役
- 家政婦のミタ 第2話（2011年10月、日本テレビ）
- 11人もいる! 第4話（2011年11月、テレビ朝日） - 橋本ユウキ 役
- ドラマスペシャル 愛・命 〜新宿歌舞伎町駆け込み寺〜（2011年12月17日、テレビ朝日）
- 家族ゲーム（2013年、フジテレビ） - 市原学 役
- 金曜プレステージ 執着〜捜査一課・澤村慶司2（2014年3月7日、フジテレビ） - 木村健一 役
- 弱くても勝てます〜青志先生とへっぽこ高校球児の野望〜（2014年、日本テレビ） - 岡将太 役
- 水曜ミステリー9 罪火（2014年12月10日、テレビ東京） - 若宮忍（少年時代） 役
- 世にも奇妙な物語 「夢を売る男」<リメイク版>（2015年） - 古川三博（高校時代） 役
- さくらの親子丼 第7話（2017年11月19日、フジテレビ） - 山村 役
- 俺のスカート、どこ行った?（2019年4月、日本テレビ） - 唐津天心 役
- やすらぎの刻〜道（2019年11月-2020年3月、テレビ朝日） - 根来文彦　役
- 路～台湾エクスプレス～（2020年5月、NHK総合） - 橋口　役

### 映画
- 監督・ばんざい!（2007年） - 在日の男の子 役
- きみの友だち（2008年） - 和泉文彦（幼少） 役
- 旭山動物園物語 ペンギンが空をとぶ（2009年）
- はやぶさ/HAYABUSA（2011年） - 矢吹の息子 役
- ガッチャマン（2013年） - 中西竜（少年期） 役
- 心が叫びたがってるんだ。（2017年） - 後輩野球部員 役
- ちはやふる  ちはやふる-結び-（2018年3月17日） - 松林滉  役

### CM
- イオン
- マクドナルド
- エバラ 朝つけの素（2008年）

### 舞台
- アルゴミュージカル2008　花の海 花いろの風-里山小学校5年1組-（2008年） - 関康男 役
- 菊次郎とさき（2015年1月 - 2月） - 北野大 役